# Maprotilina
La maprotilina è un composto chimico di formula {\displaystyle {\ce {C20H23N}}} che in condizioni standard si presenta in fase solida.

## Storia
La maprotilina è un farmaco a piccola molecola con una fase clinica massima di IV per tutte le indicazioni, approvato per la prima volta nel 1980.

## Caratteristiche strutturali e fisiche
Il composto appartiene alla classe di composti organici noti come antraceni. La maprotilina ha una struttura tetraciclica, in cui il nucleo triciclico è adiacente a un quarto anello formato da un ponte etilenico disposto verticalmente rispetto al piano principale della molecola.
| Caratteristiche strutturali          | Caratteristiche strutturali |
| ------------------------------------ | --- |
| N. di atomi pesanti                  | 21 |
| N. di donatori di legami a idrogeno  | 1 |
| N. di accettori di legami a idrogeno | 1 |
| N. di legami ruotabili               | 4 |
| Caratteristiche fisiche              | |
| Massa monoisotopica                  | 277,183049738 u |
| Superficie polare                    | 12 Å² |
| Sezione d'urto                       | 164,2 Å2 [M+H]+ 164,2 Å2 [M-H]- 200,687 Å2 [M-2H]- 176,252 Å2 [M+Na]+ 165,2 Å2 [M+H-H2O]+ 171,7 Å2 [M+NH4]+ 176 Å2 [M+Na-2H]+ 175,7 Å2 [M+HCOO]+ |
| Rifrattività                         | 99,3 m3/mol |
| Polarizzabilità                      | 33,58 Å3 |
| Caratteristiche farmacologiche       | |
| Carica fisiologica                   | 1 |

## Reattività e caratteristiche chimiche

### Spettri analitici
- GC-MS[10]
- MS-MS[2]
- LC-MS[11]

| Standard apolare      | 2.359,4 |
| Semi-standard apolare | 2.311,5 |
| Standard polare       | 3.024,4 |

## Farmacologia e tossicologia

### Farmacocinetica
Dopo somministrazione il composto viene assorbito lentamente e completamente dal tratto gastrointestinale. Il composto e i suoi metaboliti possono essere rilevati nei polmoni, nel fegato, nel cervello e nei reni. Concentrazioni più basse possono essere riscontrate nelle ghiandole surrenali, nel cuore e nei muscoli. La maprotilina si distribuisce facilmente nel latte materno, raggiungendo concentrazioni simili a quelle presenti nel sangue materno.
Il legame con le proteine plasmatiche si attesta pari all'88%. Il metabolismo è epatico. La maprotilina viene metabolizzata attraverso N-demetilazione, deaminazione, idrossilazioni alifatiche e aromatiche e formazione di derivati metossilici aromatici. Viene metabolizzata lentamente, principalmente in desmetilmaprotilina, un metabolita farmacologicamente attivo. La desmetilmaprotilina può subire un ulteriore metabolismo trasformandosi in maprotilina-N-ossido.
La sua emivita nel sangue è di circa due giorni, e i livelli plasmatici allo stato stazionario, dipendenti dalla dose, vengono raggiunti dopo una settimana di somministrazione ripetuta. Circa il 60% di una singola dose somministrata per via orale viene escreto nelle urine sotto forma di metaboliti coniugati entro 21 giorni, mentre il 30% viene eliminato con le feci.

### Farmacodinamica
La maprotilina inibisce la ricaptazione neuronale della noradrenalina, possiede un'attività anticolinergica moderata e non influisce sull'attività della monoamino ossidasi. Non sembra bloccare la ricaptazione della serotonina e mostra un’attività di blocco dei recettori α-adrenergici inferiore rispetto all’amitriptilina.
La maprotilina esercita la sua azione antidepressiva inibendo il riassorbimento presinaptico delle catecolamine, aumentando così la loro concentrazione nelle fessure sinaptiche del cervello. In dosi singole, l’effetto della maprotilina sull’EEG ha mostrato un aumento della densità delle onde α, una riduzione della frequenza delle onde α e un incremento dell’ampiezza delle stesse. Tuttavia, come altri antidepressivi triciclici, la maprotilina abbassa la soglia convulsiva.
La maprotilina agisce come antagonista dei recettori α2-adrenergici inibitori presinaptici centrali, sia autorecettori sia eterorecettori, un’azione che si presume comporti un aumento dell’attività noradrenergica e serotoninergica centrale. Inoltre, è un antagonista moderato dei recettori α1 adrenergici periferici, il che potrebbe spiegare la comparsa occasionale di ipotensione ortostatica durante l’uso del farmaco. La maprotilina inibisce anche il trasportatore delle ammine, rallentando il riassorbimento di noradrenalina e norepinefrina. Infine, è un potente inibitore del recettore H1 dell’istamina, il che spiega i suoi effetti sedativi.

### Effetti del composto e usi clinici
In uno studio sul sonno, è emerso che la maprotilina aumenta la durata della fase REM nei pazienti depressi, a differenza dell’imipramina, che invece la riduce. Si tratta di un antidepressivo che può essere utilizzato per trattare disturbi affettivi depressivi, tra cui il disturbo distimico (nevrosi depressiva), il disturbo bipolare e il disturbo depressivo maggiore. È efficace nel ridurre i sintomi dell’ansia associata alla depressione.

### Controindicazioni ed effetti collaterali
Il profilo degli effetti indesiderati della maprotilina è simile a quello degli antidepressivi triciclici, con l’eccezione che le eruzioni cutanee sono circa il doppio più frequenti con la maprotilina rispetto all’amitriptilina o all’imipramina. Le reazioni avverse più comuni sono gli effetti anticolinergici e la sedazione. I dati suggeriscono che la maprotilina provochi effetti anticolinergici meno frequenti e meno gravi rispetto all’amitriptilina. La maprotilina sembra anche meno incline a indurre ipotensione ortostatica e tachicardia rispetto agli antidepressivi triciclici standard, anche se le differenze clinicamente rilevanti sugli effetti cardiovascolari devono ancora essere dimostrate in modo conclusivo.
In generale la maprotilina può causare: convulsioni, sindrome neurolettica maligna, stitichezza, xerostomia, visione offuscata, vertigini, ipotensione ortostatica, sonnolenza, ritenzione urinaria, tachicardia, diaforesi, insufficienza renale, eruzione cutanea, edema, discinesia, diarrea, sapore amaro, crampi addominali, disfagia, riduzione della libido, debolezza, affaticamento, insonnia, agitazione, allucinazioni, incubi, disorientamento, deliri, irrequietezza, ipomania, mania, riacutizzazione della psicosi, riduzione della memoria e sensazione di irrealtà.

### Tossicologia
I sintomi di sovradosaggio includono irrequietezza motoria, contrazioni muscolari e rigidità, tremore, atassia, convulsioni, iperpiressia, vertigini, midriasi, vomito, cianosi, ipotensione, shock, tachicardia, aritmie cardiache, alterazione della conduzione cardiaca, depressione respiratoria e disturbi della coscienza fino al coma profondo.

### Interazioni
I pazienti in terapia con questo composto devono limitare l'assunzione di caffè. È stato riportato che la maprotilina ha provocato ipoglicemia in un paziente in trattamento con insulina. È necessaria una stretta sorveglianza clinica e un attento aggiustamento del dosaggio quando si somministra la maprotilina insieme a farmaci anticolinergici o simpaticomimetici, a causa della possibile somma di effetti simili all’atropina.
L’uso concomitante con la terapia elettroconvulsivante dovrebbe essere evitato per la mancanza di esperienza in questo ambito. Si raccomanda cautela nei pazienti ipertiroidei o in trattamento con farmaci tiroidei, a causa del potenziale aumento della tossicità cardiovascolare. La maprotilina può bloccare gli effetti farmacologici della guanetidina. Il rischio di convulsioni può aumentare se assunta con fenotiazine o in caso di interruzione rapida dei benzodiazepinici. Le concentrazioni plasmatiche possono aumentare se la maprotilina è somministrata con inibitori degli enzimi epatici (es. cimetidina, fluoxetina) e possono diminuire se assunta con induttori enzimatici epatici (es. barbiturici, fenitoina).